# Hermann Joachim (Kinotechniker)
Hermann Ernst August Joachim (* 3. Dezember 1881 in Bippen; † 15. Dezember 1945 in Jena) war ein deutscher Kinotechniker und Hochschullehrer.

## Leben und Wirken
Nach dem Besuch des Realgymnasiums in Quakenbrück studierte er Mineralogie und Physik an den Universitäten Berlin und Göttingen und promovierte 1906 in Göttingen zum Dr. phil. Das Thema seiner Dissertation lautete Über Interferenzerscheinungen an aktiven Kristallplatten im polarisierten Licht. Später spezialisierte er sich auf Fotografie, Kinematographie und Ballistik. Zunächst war er Wissenschaftlicher Leiter bei einer Firma in Kassel (später C. F. Goerz, Berlin) und ab 1927 Direktor der Zeiss Ikon AG Dresden. 1934 wurde er Lehrbeauftragter für Kinematographie am Wissenschaftlich-photographischen Institut und 1936 Honorarprofessor für Kinematographie an der Technischen Hochschule Dresden.

## Schriften (Auswahl)
- Über Interferenzerscheinungen an aktiven Kristallplatten im polarisierten Licht. Göttingen 1906.
- Die neueren Fortschritte der Kinematographie. 1921.
- Die kinematographische Projektion. (Handbuch der praktischen Kinematographie von F. Paul Liesegang), 7. u. 8. vollst. umgearb. Aufl., W. Knapp, Halle (Saale) 1928.
- Der Einfluß der Spaltbreite auf die Wiedergabe von Lichttonfilmen. 1930.
- Die Helligkeitsverteilung bei der optischen Abbildung ebener Strahler. 1931.
- Gasdruckmessungen mit Piezo-Jndikator. 1932.
- Twenty years of Development of High-Frequency Cameras. 1938.